# 赤池站 (岐阜县)
赤池站（日语：／ Akaike eki */?）是一個位於岐阜縣郡上市美並町山田，屬於長良川鐵道越美南線的鐵路車站。

## 相鄰車站
長良川鐵道
越美南線
美並苅安－赤池－深戶